# Ісаак (ім'я)
Ісаа́к — чоловіче ім'я давньоєврейського (давньосемітського) походження, поширене як у юдеїв, так і серед християн та мусульман. Канонічні українські форми — Ісаак, Ісаакій, Ісакій, народна форма — Ісак.

## Походження
Походить через грец. Ισαάκ від івр. יִצְחָק, трансліт. Їцхак, досл. «він засміявся». У Старому Заповіті Ісаак — син Авраама і Сарри, який народився, коли батьку було 100 років, а матері — 90. Коли Ісаак підріс, Бог повелів Аврааму принести сина у пожертву на Храмовій горі. Авраам підкорився, але коли він збирався вбити Ісаака, ангел зупинив його.
У мусульман це ім'я побутує у формі Ісхак (араб. إسحاق), проте, в ісламській версії цього переказу Авраам збирався принести в пожертву не Ісаака (Ісхака), а його однокровного брата Ізмаїла, якого араби вважають своїм прародителем.
У християнській традиції відомі кілька святих з іменем Ісаак (Ісаакій), у православ'ї особливо шанують преподобного Ісаакія Далматського.

## Іменини
- За православним календарем (новий стиль) — 31 травня (Ісаак Бет-Селевкійський (Перський)), 27 січня (Ісаак Синайський), 10 лютого (Ісаак Сирин Ніневійський), 25 квітня (Ісаак Сирин Сполетський (Італійський)), 29 вересня (Ісаак Феодосіопольський), 5 жовтня (мученик Ісаак), 3 грудня (Ісаакій Перський), 24 жовтня і 4 вересня (Ісаакій І Оптінський), 30 червня і 17 травня (Ісаакій Алфанов), 16 серпня і 12 червня (Ісаакій Далматський), 4 жовтня (Ісаакій Кіпрський), 11 квітня (преподобний Ісаакій), 4 травня (Ісаакій Нікомідійський)[2].
- За католицьким календарем — 3 червня (Ісаак Кордовський), 11 квітня (Ісаак Сполетський), 12 листопада (самітник Ісаак), 19 і 26 вересня|[3], 19 жовтня (Ісаак Канадський), 21 вересня (Ісакій Кіпрський), 21 квітня (Ісакій Нікомедійський)[4].

## Відомі носії
- Ісаак — один зі старозаповітних патріархів, син Авраама, батько Якова та Ісава
- Ісаак Сирин — християнський святий, єпископ Ніневії
- Ісаакій Далматський
- Ісаак I Комнін — візантійський імператор
- Ісаак Комнін — син візантійського імператора Олексія I
- Ісакій Печерський — православний святий, самітник Києво-Печерської лаври
- Ісаак Ньютон — англійський філософ
- Ісаак (Айзек) Мерріт Зінгер — американський винахідник і промисловець, засновник компанії «Зінгер»
- Ісаак Прохорович Мазепа — український політичний і державний діяч
- Ісак Еммануїлович Бабель — радянський письменник
- Ісаак Лазаревич Фельдман — радянський лікар, розстріляний німцями у Броварах у 1942 році
- Ісаак Мойсейович Яглом — радянський геометр
- Ісаак Йосипович Новик — український радянський стоматолог, доктор медичних наук
- Ісак Осипович Дунаєвський — радянський композитор
- Ісаак Єфремович Болеславський — радянський гросмейстер
- Айзек Азімов — американський письменник
- Ісаак Башевіс Зінґер — американо-єврейський письменник, писав на їдиш
- Ісаак Стерн — американський скрипаль (народився в Україні)
- Ісаак Куенка — іспанський футболіст

## Цікаві факти
Незважаючи на те, що ім'я Ісаак носили чимало християнських святих, багато людей хибно сприймають його як виключно єврейське: в анекдотах про євреїв ним нерідко зовуть одного з персонажів. Втім, існують анекдоти, що висміюють подібний стереотип (« — А чому Ви Ісааківна? Єврейка, чи що? — А по-Вашому, Ісаакіївський собор — синагога?», «Гід поясняла туристам, що сер Ісаак Ньютон не був євреєм. Цікаво, що вона їм говорила про Бенджаміна Дізраелі!»).